# 郭淑珍 (1927年)
郭淑珍（1927年6月1日—），女，原籍山东长清，生于天津，中国女高音歌唱家、声乐教育家，曾任中国音乐家协会常务理事，中国共产党党员（1952年入党）。

## 生平
郭淑珍1927年6月1日生于天津的一个普通家庭，幼年时在其母影响下喜欢听京剧、唱歌，中学时代参加过青年会合唱团。1946年，郭淑珍报考国立北平艺术专科学校且被录取，但因父亲并不同意，只得弃权，1947年报考助产士学校后再次报考北平艺专，主考官赵梅伯表示郭淑珍无须再次考试，郭淑珍为此托亲戚向父亲说情，得以进入北平艺专，随后跟随美籍教师珍妮·汉基学习声乐，1948年改由系主任赵梅伯亲自指导。1949年，北平艺专并入新成立的中央音乐学院后，因赵梅伯南下香港，校方安排同为天津人的沈湘指导郭淑珍学习。
1950年7月，郭淑珍赴云南参加少数民族政策宣传和慰问演出活动，此后有意报考筹建中的中央民族歌舞团，但最终留校任教。1952年，中央音乐学院师生组成治淮工作队，郭淑珍在参与治淮劳动期间递交了入党申请书，其后被推荐至留苏预备班，1952年11月正式加入中国共产党，入党介绍人为作曲家吴祖强。1953年，郭淑珍以中央音乐学院教师的身份被选派至苏联莫斯科柴可夫斯基音乐学院留学，导师为女高音歌唱家叶·克·卡杜里斯卡娅，在苏联期间曾出演歌剧《叶甫盖尼·奥涅金》（饰塔吉亚娜）和《艺术家的生涯》（饰咪咪），1958年毕业并获“歌剧和音乐会优秀歌唱家”称号，1959年回到中央音乐学院任教，兼任中央歌剧舞剧院（现中央歌剧院）独唱演员，起初教学任务较少，在积累一定舞台经验后逐渐将工作重心转移至声乐教学。2004年，郭淑珍创建了中央音乐学院歌剧中心。